# Damernas K-2 500 meter i kanotsport vid olympiska sommarspelen 1984
Damernas K-2 500 meter vid olympiska sommarspelen 1984 hölls på Lake Casitas i Los Angeles. 

## Medaljörer
| Gren          | Guld                                 | Silver                                | Brons                                       |
| K-2 500 meter | Sverige Agneta Andersson Anna Olsson | Kanada Alexandra Barre Susan Holloway | Västtyskland Josefa Idem Barbara Schuttpelz |

## Resultat

### Heat
| Heat 1 |                                                 |         |    |
| 1.     | Alexandra Barre och Susan Holloway (CAN)        | 1:51.41 | QF |
| 2.     | Bernadette Brégeon och Cathérine Mathevon (FRA) | 1:53.61 | QF |
| 3.     | Lucy Perrett och Lesley Smither (GBR)           | 1:54.98 | QF |
| 4.     | Marleen Kuppens och Lutgarde Thijs (BEL)        | 1:56.17 | QS |
| 5.     | Ho Kim Fai och To Kit Yong (HKG)                | 1:50.51 | QS |
| Heat 2 |                                                 |         |    |
| 1.     | Agneta Andersson och Anna Olsson (SWE)          | 1:47.82 | QF |
| 2.     | Agafia Constantin och Nastasia Ionescu (ROU)    | 1:49.85 | QF |
| 3.     | Josefa Idem och Barbara Schüttpelz (FRG)        | 1:50.84 | QF |
| 4.     | Shirley Dery och Leslie Klein (USA)             | 1:54.61 | QS |
| 5.     | Kari Ofstad och Anne Wahl (NOR)                 | 1:56.19 | QS |

### Semifinal
| Semifinal |                                          |         |    |
| 1.        | Shirley Dery och Leslie Klein (USA)      | 1:53.69 | QF |
| 2.        | Kari Ofstad och Anne Wahl (NOR)          | 1:55.98 | QF |
| 3.        | Marleen Kuppens och Lutgarde Thijs (BEL) | 1:57.88 | QF |
| 4.        | Ho Kim Fai och To Kit Yong (HKG)         | 2:11.71 |    |

### Final
| Gold   | Agneta Andersson och Anna Olsson (SWE)          | 1:45.25 |
| Silver | Alexandra Barre och Susan Holloway (CAN)        | 1:47.13 |
| Bronze | Josefa Idem och Barbara Schüttpelz (FRG)        | 1:47.32 |
| 4.     | Agafia Constantin och Nastasia Ionescu (ROU)    | 1:47.56 |
| 5.     | Shirley Dery och Leslie Klein (USA)             | 1:49.51 |
| 6.     | Bernadette Brégeon och Cathérine Mathevon (FRA) | 1:51.40 |
| 7.     | Kari Ofstad och Anne Wahl (NOR)                 | 1:51.61 |
| 8.     | Lucy Perrett och Lesley Smither (GBR)           | 1:51.73 |
| 9.     | Marleen Kuppens och Lutgarde Thijs (BEL)        | 1:51.92 |